# یواس‌اس گراس‌بک (ای‌ام‌اس-۱۴)
یواس‌اس گراس‌بک (ای‌ام‌اس-۱۴) (به انگلیسی: USS Grosbeak (AMS-14)) یک کشتی بود که طول آن ۱۳۶ فوت (۴۱ متر) بود. این کشتی در سال ۱۹۴۳ ساخته شد.